# Wanlip
Wanlip – wieś w Anglii, w hrabstwie Leicestershire, w dystrykcie Charnwood. Leży 7 km na północ od miasta Leicester i 148 km na północny zachód od Londynu. W 2001 miejscowość liczyła 158 mieszkańców.